# Gran Decepció

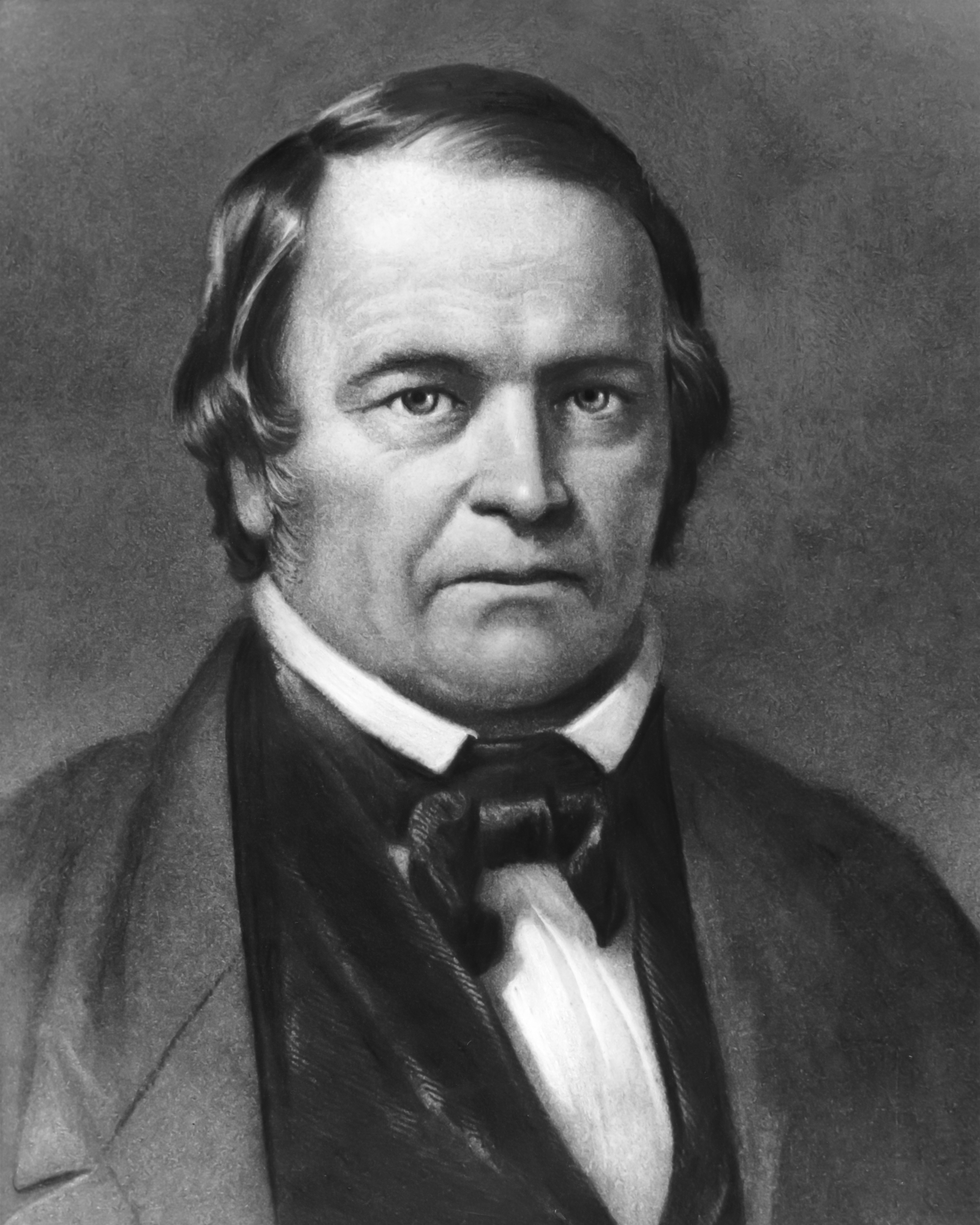
William Miller.

La Gran decepció fou un esdeveniment important en la història del Moviment mil·lerista, un grup religiós dels Estats Units al segle xix.
William Miller, mitjançant una interpretació de texts de la Bíblia, havia calculat que Jesús de Natzaret tornaria a la Terra el 22 d'octubre de 1844. En arribar aquest dia i després que Jesús no apareguera com esperaven, gran nombre de seguidors mil·leristes van abandonar, cosa que provocà la desfeta del grup. Malgrat tot, molts continuaren amb la seva influència de treball.

## Història
Entre 1831 i 1844, William Miller tingué el paper molt important en el que els historiadors anomenen el Segon Despertar religiós. El moviment mil·lerista tingué una influència important en punts de vista sobre profecies bíbliques, inclòs en el que posteriorment seria l'Església Adventista del Setè Dia. Miller defensà un grup de catorze regles per a la interpretació de la Bíblia. Recolzant-se en l'estudi de la profecia de Daniel 8:14, Miller calculà que Jesús tornaria entre el 21 de març de 1843 i el 21 de març de 1844; posteriorment la data fou calculada pel calendari jueu i assenyalada per al 22 d'octubre de 1844.
Arribà el dia i Jesús no va aparèixer, provocant entre els seguidors de Miller el que es coneix com la "Gran Decepció". Milers de seguidors abandonaren el moviment. Però una resta va examinar novament les escriptures, i va concloure que Jesús va aparèixer al cel aquell mateix dia.

## Repercussions

### Església Adventista del Setè Dia
Els pensadors de l'Església Adventista van concloure que, en aquesta data, Crist passà del Lloc Sant del Santuari Celestial al Lloc Santíssim, on començà a jutjar els justos i els impius de tots els temps. Al final d'aquest judici és quan Crist ha de tornar a la Terra o (Segona Vinguda de Jesucrist).

### Altres grups
- Jonas Wendell experimentà períodes de debilitat de la seva fe després de 1844. Després d'un estudi de la cronologia bíblica, arribà a la conclusió que la Segona Vinguda de Jesucrist seria primer el 1868, i finalment el 1873.

- Nelson H. Barbour, l'editor de la revista adventista The Midnight Cry (El Crit de mitjanit), proclamava que Jesús tornaria de manera visible l'any 1874.

- B.W. Kieth, que més tard arribà a ser un escriptor i col·laborador de la revista La Talaia de Russell, després del fracàs de Barbour engendrà la idea de la presència invisible de Crist.

- Charles Taze Russell, influït per Nelson H. Barbour, heretà les especulacions profètiques sobres la fi del món i la presència invisible i inicià el Moviment d'Estudiants de la Bíblia. Seguint la tradició, pronosticà que la fi del món esdevindria l'any 1914, corroborant la seva teoria amb la piramidologia.

- Joseph Rutherford, successor de Russell, basant-se en textos bíblics, va defensar que les religions falses (catolicisme, protestantisme…) serien destruïdes l'any 1919 i que el 1925 seria l'inici dels 1.000 anys del regne de Crist.